# Soane Toke
Soane Toke est un charpentier wallisien, chef du district de Hihifo qui est nommé roi (lavelua) d'Uvea le 11 décembre 1953 avant d'être destitué le jour même.

## Biographie
Soane Toke est un charpentier (tufuga) très renommé du district de Hihifo jusque dans les années 1970, maîtrisant la construction des pirogues traditionnelles.

### Années 1930
En mars 1927, Soane Toke est déporté à Nouméa avec quatre autres Wallisiens accusés d'avoir mené une rébellion contre le roi Tomasi Kulimoetoke Ier en décembre 1926. À la suite du passage d'Alain Gerbault à Wallis, une partie de la population s'est en effet rebellée contre les travaux obligatoires (fatogia) non rémunérés qui font partie des obligations coutumières, mais que le résident de France avait mobilisés pour l'administration française. Cette affaire remonte à Paris où le député André Berthon s'inquiète à l'Assemblée nationale de « l'internement sans jugement » des cinq Wallisiens. Pour Jean-Claude Roux, cette intervention est le résultat de l'influence d'Alain Gerbault. Le gouverneur de Nouvelle-Calédonie, Marie Casimir Joseph Guyon, amnistie le 31 août 1927 les cinq exilés qui reviennent à Wallis en mai 1929.

### Crise successorale de 1953
En 1953, Soane Toke est le chef du district (faipule) de Hihifo. Cette année, le règne de Kapeliele Tufele III prend fin. En conflit fréquent avec le résident de France, il finit par démissionner le 16 novembre 1953 et un « imbroglio successoral se met en place » au sein des familles royales wallisiennes.
Le 20 novembre 1953, un fono (conseil) réunissant la chefferie, les chefs de village et les familles royales se tient à Mata-Utu mais ne débouche pas sur une l'élection d'un nouveau souverain. Le 24, un nouveau conseil a lieu et le frère d'Emmanuel Brial est pressenti pour être roi. Emmanuel Brial, membre d'une grande famille commerçante à Wallis et métis, est de sang royal par sa mère Aloisia Brial et avait déjà été choisi en 1950 pour être roi, avant que le résident n'invalide cette proposition. Cette fois-ci, son élection est refusée par le gouverneur de Nouvelle-Calédonie, Raoul Angamarre, qui ne souhaite pas voir un citoyen français devenir roi de Wallis.
Quelques jours plus tard, la famille royale du souverain sortant (Kapeliele Tufele III) décide unilatéralement de renvoyer tous les ministres coutumiers et d'en nommer de nouveaux. Cette nouvelle chefferie élit le 11 décembre 1953 Soane Toke, qui est alors chef du district de Hihifo. Selon l'évêque de Wallis-et-Futuna de l'époque, Alexandre Poncet, Soane Toke avait le soutien du résident.
Alors qu'une cérémonie du kava se met en place devant le palais royal pour officialiser l'intronisation du roi, des villageois en colère et armés provenant de Ha'afuasia et Falaleu arrivent et interrompent la cérémonie. D'après Alexandre Poncet, le résident (qui ne parle pas wallisien) part en catastrophe au séminaire de Lano chercher des pères maristes pour servir d'interprète ; en revenant vers Mata Utu, « ils rencontrent sur la route le malheureux roi qui, à peine élu, s'était vu obligé d'accepter sa déchéance et de retourner dans ses foyers à Hihifo ».
La crise politique est résolue par l'élection de la reine Aloisia Brial le 22 décembre, dès son arrivée depuis Nouméa. Cette dernière, veuve d'un commerçant français et mère d'Emmanuel Brial, est issue d'une famille royale wallisienne. Sa nomination est donc acceptée par les autorités françaises de Nouvelle-Calédonie.